# Filtro passivo
Filtros passivos são circuitos eletrônicos que tem o intuito de filtrar uma determinada frequência de sistema eletrônico (através da associação de resistores, capacitores e Indutores). Um filtro é denominado passivo por ser constituído de  componentes passivos. Além de ser um circuito atenuador, ou seja, tem o módulo da relação entre os sinais de saída e de entrada, denominado ganho, menor que 1. Esses filtros podem ter diferentes atribuições e por isso são divididos nas seguintes categorias: Filtro passa-baixo, Filtro passa-altas, Filtro rejeita-faixa e Filtro passa-faixa. Por serem tão variados, esses filtros possuem diversas aplicações em corrente alternada, tais como filtrar sinais de imagens, sons, ruídos elétricos em transmissões de dados. Já em corrente continua estes atuam apenas em regimes transitórios do circuito, pois os componentes passivos atuam exclusivamente nas variações dos sinais elétricos, não operando no período de regime continuo.

## Base Teórica

### Resistor quanto à frequência
Independe da frequência, como definido pelas Leis de Ohm: 
{\displaystyle {R}={\frac {V}{I}}\,}

### Capacitor quanto à frequência
A reatância capacitiva depende da frequência e sua variação é inversamente proporcional à frequência, conforme a expressão:
{\displaystyle X_{C}={\frac {1}{2\pi fC}}\,}

### Indutor quanto à frequência
A reatância indutiva depende da frequência e sua variação é diretamente proporcional à frequência, conforme a expressão:
{\displaystyle X_{L}=2\pi fL\,\!}

## Passa baixa
Os denominados passa baixa têm como finalidade impedir a permanência de ondas de alta frequência em determinado sinal, permitindo apenas a passagem daquelas com frequência inferior à determinada pelo circuito. Tal circuito pode ser feito de duas maneiras:

### RC
Para sinais de frequência menores que a frequência de saturação o capacitor apresenta alta reatância, não influenciando assim no circuito. Enquanto que para frequências maiores que a saturação o capacitor apresenta baixa reatância, tendendo a um curto. Assim se opondo a passagem de altas frequências.

### RL
Para sinais menores que a  frequência de saturação o indutor apresenta baixa reatância, tendendo a um curto. Sendo assim a tensão estará sobre o resistor de saida, deixando “passar” baixas frequências. Enquanto que sinais maiores que a frequência de saturação o indutor apresenta alta reatância, tendendo a um circuito aberto, atenuando o sinal de saida. Ou seja, a tensão fica no indutor e a tensão será mínima no resistor de saida, se opondo a passagem de altas frequências.

### Aplicações
Dentre as principais aplicações comerciais dos filtros passivos passa baixa, encontram-se os circuitos de áudio, sensores de circuitos com baixas 
frequências, sensores industriais e o setor de telecomunicações.

## Passa alta
Os denominados passa alta têm como finalidade impedir a permanência de ondas de baixa frequência em determinado sinal, permitindo apenas a passagem daquelas com frequência superior à determinada pelo circuito. Tal circuito pode ser feito de duas maneiras:

### RC
Fazendo análise da Reatância Capacitiva em função da frequência temos que estes são inversamente proporcionais. Portanto, para sinais de baixa frequência (menor que a frequência de atenuação) o circuito apresenta uma grande oposição à passagem destes, atenuando assim o circuito. Enquanto que para frequências maiores, o circuito não retêm este sinal pois o valor da reatância capacitiva se torna quase insignificante para gerar uma diferença na saída.

### RL
Novamente analizando o efeito da frequência na reatância, temos que esta é diretamente proporcional à Reatância Indutiva. Assim, para ondas de alta frequência o efeito do indutor é pouco percebido no circuito, enquanto que este atenua o sinal à medida em que esta vai reduzindo. Permitindo assim, a passagem apenas de sinais de frequência maior que a frequência de ressonância.

### Aplicações
Assim como grande a grande maioria dos filtros, a principal aplicação dos filtros passa alta é na área de Sons e Imagens. Pode operar, por exemplo, como um protetor para um alto falante, pois este não permitiria a passagem de sons muito graves (de baixa frequência), que poderiam estragar o aparelho.

## Passa faixa
Como o nome diz, esse circuito permite a permanência apenas de uma faixa de frequências no sinal, atenuando as ondas de frequência superior ou inferior à frequência de ressonância. 
Como capacitores e indutores apresentam comportamentos opostos quanto à reatância em função da frequência. Para baixas frequências o capacitor atenuará o sinal por apresentar elevada reatância. Já para altas frequências, o indutor será o responsável por atenuar. Desta forma, apenas ondas entre esses limiares permanecerão no sistema

### Aplicações
Dentre as inúmeras aplicações dos filtros passa faixa, a possivelmente mais comum remete aos rádios, que possuem várias estações, cada qual correspondente a uma frequência. Sendo assim, é possível utilizar um filtro passivo passa faixa para ater-se apenas a uma determinada estação de rádio, ignorando as demais.

## Rejeita faixa
Os denominados rejeita-faixa são baseados na frequência de ressonância entre a capacitância e a indutância em AC, e têm como finalidade impedir a permanência de ondas intermediárias, ou seja, permitindo a passagem de frequência acima e abaixo da frequência de corte, determinada pelo circuito. Tal circuito pode ser feito tanto em série quanto em paralelo:

### Série
Quando o circuito recebe sinais abaixo da frequência de ressonância o indutor tende a “um curto”, ou seja baixa reatância. Já o capacitor comporta-se como um circuito aberto, apresentando alta retância. Sendo assim a tensão sobre o resistor é muito baixa, fazendo com que Ve seja praticamente igual à Vs. Para altas frequências ocorre o inverso, o capacitor tende a um curto e o indutor a um circuito aberto. Sendo assim o circuito libera as altas frequências.
Circuitos que estiverem entre a frequência de ressonância, o indutor e capacitor irão comportar-se como um curto circuito(baixa reatância) e atenuando o sinal, ou seja, a maior parte do potêncial ficará sobre o resistor e a tensão de saida será praticamente nula.

### Paralelo
O mesmo ocorre para o circuito paralelo. A diferença é quando o circuito recebe um sinal entre a frequência de ressonância, fazendo com que a tensão fique no circuito LC ressonante e atenuando o sinal. Ou seja, o capacitor e indutor juntos apresentam reatâncias elevadas e comportarão como um circuito aberto, sendo assim a tensão sobre o resistor de saida será praticamente nula,rejeitando sinais de frequências intermediárias.

### Aplicações
O filtro passivo rejeita-faixa pode ter aplicações variadas, dentre elas a presença em alguns consoles de mixagem usados em estúdios de gravação, em processadores de efeito e diversos outros dispositivos de áudio.